# 岩田達明
岩田 達明（いわた たつあき、1926年（大正15年）1月2日 - 2022年6月30日）は、日本の囲碁棋士。名古屋市出身、木谷實九段門下、日本棋院中部総本部に所属、九段。旧名正男。王冠戦優勝9期、プロ十傑戦準優勝など。堅実でバランス重視の棋風。日本棋院理事、棋士会長を務めた。2011年12月31日に現役引退。2022年6月30日、誤嚥性肺炎で死去。96歳没。

## 経歴
1941年に木谷實に入門、日本棋院院生となる。1943年入段。1948年に日本棋院中部総本部に参加。1951年五段。1954年六段、本因坊戦リーグ入り。1956年に中部総本部の棋戦王冠戦に優勝。1958年第2期最強戦リーグ入りし、4勝6敗の4位。続く第3期では4勝4敗2ジゴの3位となり、リーグ残留により1961年第1期名人戦リーグに参加する（4勝8敗の11位で陥落）。1960年には最高位戦リーグにも参加。1964年九段。1965年には日中囲碁交流において中国流布石を用いた陳祖徳に敗れる。1972年プロ十傑戦で決勝に進み、石田芳夫に1-3で敗れて準優勝。1976年第1期中部最高位戦優勝、以後3連覇。2002年には天元戦ベスト8に進む。2007年には81歳で本因坊戦リーグ入りを賭けた最終予選に進出、井山裕太に敗れるも、大正生まれと平成生まれの対決として話題を集めた。
1980年土川賞受賞。1995年大倉喜七郎賞受賞。2011年12月31日付けで現役引退。通算成績881勝617敗9ジゴ。

### タイトル歴
- 王冠戦 1956、58-59、67-69、76、79-80年
- 中部最高位戦 1976-78年

### その他の棋歴
- 大手合一部優勝 1963年
- プロ十傑戦 準優勝 1972年
- 日中囲碁交流 1965年 9-1
- 日本最強決定戦リーグ2期、名人戦リーグ2期、本因坊戦リーグ7期